# Джованні Церногораз
Джованні Церногораз  (хорв. Giovanni Cernogoraz, 27 грудня 1982) — хорватський стрілець, олімпійський чемпіон.

## Виступи на Олімпіадах
| Олімпіада           | Дисципліна | Місце |
| ------------------- | ---------- | ----- |
| Лондон 2012         | трап       | 1     |
| Ріо-де-Жанейро 2016 | трап       | 1     |
| Париж 2024          | трап       | 7     |